# Селенат никеля(II)
Селенат никеля(II) — неорганическое соединение,
соль никеля и селеновой кислоты
с формулой NiSeO4,

растворяется в воде,
образует кристаллогидраты — зелёные кристаллы.

## Физические свойства
Селенат никеля(II) образует кристаллы.
Растворяется в воде.
Образует кристаллогидраты состава NiSeO4•n H2O, где n = 1, 4 и 6.
Кристаллогидрат состава NiSeO4•4H2O образует кристаллы
моноклинной сингонии,
пространственная группа P 3 21/n,
параметры ячейки a = 0,5959 нм, b = 1,3771 нм, c = 0,8023 нм, β = 90,66°.
Кристаллогидрат состава NiSeO4•2H2O образует кристаллы
ромбической сингонии,

параметры ячейки a = 1,0351 нм, b = 1,0219 нм, c = 0,9017 нм.

## Химические свойства
- Ступенчато разлагается при нагревании:

{\displaystyle {\mathsf {NiSeO_{4}\cdot 6H_{2}O\ {\xrightarrow[{-H_{2}O}]{300^{o}C}}\ NiSeO_{4}\cdot H_{2}O\ {\xrightarrow[{-H_{2}O}]{390^{o}C}}\ NiSeO_{4}\ {\xrightarrow[{-O_{2}}]{510^{o}C}}\ NiSeO_{3}\ {\xrightarrow[{-SeO_{2}}]{690^{o}C}}\ NiO}}}